# Toxomerus polygraphicus
Toxomerus polygraphicus är en tvåvingeart som först beskrevs av Hull 1940.  Toxomerus polygraphicus ingår i släktet Toxomerus och familjen blomflugor. Inga underarter finns listade i Catalogue of Life.